# 鞑靼狗娃花
鞑靼狗娃花（学名：Heteropappus tataricus）为菊科狗娃花属的植物。分布于蒙古、俄罗斯以及中国大陆的东北等地，多生长在林下沙丘或河岸沙地，目前尚未由人工引种栽培。
种加名 tataricus 意为“鞑靼的”。